# Акстельм, Вальтер фон
Вальтер Мориц Генрих Вольфганг фон А́кстельм (нем. Walther von Axthelm; 23 декабря 1893 — 6 января 1972) — генерал зенитных войск люфтваффе. Участник Первой и Второй мировых войн.

## Биография
Вальтер фон Акстельм родился 23 декабря 1893 года в Херсбрукке. На военной службе в Германская имперской армии, с 15 сентября 1913 года, службу начал в 8-м Баварском полевом артиллерийском полку. 24 сентября 1914 года был произведён в лейтенанты. Был участником Первой мировой войны. 21 января 1917 года был назначен адъютантом дивизиона в своём полку, а затем, 9 сентября того же года, — командиром батареи. 6 августа 1918 года произведён в обер-лейтенанты. После реорганизации армии остался служить в рейхсвере. Занимал должности батальонного адъютанта и командира взвода.
В 1925 году окончил зенитные курсы в Вильгельмсхафене и в мае того же назначен на должность командира батареи. 1 октября 1935 года был переведён в Имперское военное министерство, где занял должность советника по зенитному вооружению инспекции артиллерии, а с 1 апреля 1933 года — начальник группы L3, ровно через два года после этого группа была передана в состав инспекции зенитной артиллерии. 13 августа назначен командиром полка «Герман Геринг». Принимал участие в Польской кампании вермахта 1939 года и Французской кампании 1940 года. 25 ноября 1940 года стал командиром 1-й зенитной бригады, с 11 ноября 1941 года исполнял должность командира 1-го зенитного корпуса, а 25 ноября был утверждён в должности.
1-й зенитный корпус в составе 2-го воздушного флота принимал участие в боях на советско-германском фронте. С 11 января 1942 года служил в Берлине, где занял должность инспектора зенитной артиллерии, а с 1 апреля 1943 года параллельно был инспектором 76-го зенитного штаба (маскировочное название штаба зенитных частей, которые имели на вооружении ракеты типа V-2). 1 апреля 1944 года произведён в генералы зенитных войск. 31 марта 1945 года был снят со всех занимаемых должностей и назначен на пост генерала военной подготовки зенитных частей.
8 мая 1945 года был пленён Армией США. 1 июля 1947 года был освобождён. Скончался 6 января 1972 года в Траунштайне.

## Награды
- Железный крест (1914) 2-го и 1-го класса (Королевство Пруссия)
- Орден «За военные заслуги» 4-го класса с мечами и короной (Королевство Бавария)
- Нагрудный знак «За ранение» (1918) чёрный (Германская империя)
- Почётный крест Первой мировой войны 1914/1918 с мечами
- Медаль «В память 13 марта 1938 года»
- Медаль «В память 1 октября 1938 года» с пряжкой «Пражский замок»
- Медаль «За выслугу лет в вермахте» 1-го класса (1 октября 1938)
- Пряжка к Железному кресту (1939) 2-го класса (29 мая 1940)
- Пряжка к Железному кресту (1939) 1-го класса (27 июня 1940)
- Нагрудный знак зенитной артиллерии люфтваффе (3 октября 1941)
- Рыцарский крест Железного креста (4 декабря 1941)[3].